# Air Cargo Carriers
Air Cargo Carriers — грузовая авиакомпания Соединённых Штатов Америки со штаб-квартирой в Милуоки (штат Висконсин).
Авиакомпания образована в 1986 году и занимается перевозкой грузов по партнёрским договорам с United Parcel Service и DHL. Air Cargo Carriers является крупнейшим в мире гражданским эксплуатантом самолётов Short 360, в качестве узлового аэропорта компания использует Международный аэропорт имени генерала Митчелла в Милуоки (Висконсин).
Air Cargo Carriers имеет собственную базу для подготовки пилотов Short 360, пилоты полностью заканчивают курсы своего обучения и переподготовки на авиасимуляторах в нью-йоркском аэропорту Ла Гуардиа.

## Флот
По состоянию на июнь 2007 года воздушный флот авиакомпании Air Cargo Carriers составляли следующие самолёты:
- Short 330 — 9,
- Short 360—200 — 14,
- Short 360—300 — 7,
- Beechcraft King Air 90 — 1.

## Авиапроисшествия и несчастные случаи
- 10 декабря 2004 года самолёт Shorts SD3-60 авиакомпании при посадке в аэропорту Ошава (Онтарио, Канада) выкатился за пределы взлётно-посадочной полосы, никто не пострадал.[2]
- 5 февраля 2006 года в воздухе надо Уотертауном (Висконсин) столкнулись два самолёта авиакомпании. Один из самолётов разбился, в результате чего погибли все трое человек на борту. Экипаж второго самолёта сумел произвести аварийную посадку в Окружном аэропорту Додж (Висконсин) с убранными закрылками и при частично выпущенном шасси. Самолёт выкатился за пределы взлётно-посадочной полосы и остановился в 30 метрах от её торца.[3][4]